# Pasquale Berghini
Pasquale Berghini (Sarzana, 6 maggio 1798 – Sarzana, 16 dicembre 1881) è stato un patriota e politico italiano risorgimentale.

## Biografia
Laureato in legge a Parma nel 1820,  fu coinvolto nei moti insurrezionali del 1831, dopo i quali tornò a Sarzana. Si iscrisse alla Giovine Italia e nel 1833 fu condannato a morte in contumacia, con Giuseppe Mazzini, per la diffusione di idee repubblicane nell'esercito piemontese.
Esiliato in Corsica, poi a Parigi e Londra, ebbe contatti anche in esilio con Mazzini. Alla fine degli anni '30 si allontanò dalle posizioni mazziniane, portandosi su posizioni più moderate. Nella sua attività politica fu due volte deputato, nel 1848 e dal 1849, la seconda volta membro di commissioni parlamentari; nel 1869 fu eletto sindaco della sua città.
Ritornò in Italia nel 1840 stabilendosi nel Ducato di Lucca, dove fu segretario della società per la costruzione della ferrovia Lucca-Pisa, che venne poi inaugurata nel 1846. Ottenne la grazia nel 1847 e poté tornare a Sarzana. Fu legato a Vincenzo Gioberti fin dal 1832, il quale, durante il suo governo, gli diede incarichi diplomatici.
Si allontanò dalla vita politica nazionale dopo un dissenso con la politica di Cavour.